# Língua desana
A língua desano (nome nativo: wĩrã) é uma língua indígena da família tucano oriental falada na Amazônia, às margens do rio Uaupés e seus afluentes, nos territórios da Colômbia e do Brasil. As estimativas da quantidade de falantes variam, mas diferentes fontes apontam entre 450 e 3160.
A língua desano é classificada como "altamente em risco de extinção" e "ameaçada".  Esta situação se dá devido ao crescimento do abandono da língua pelo povo desano, que tem cada vez mais utilizado a língua tucano, tida como língua franca da região, ou migrado para áreas urbanas, onde o idioma falado é o português ou o espanhol.
Em 2023, foi declarada língua oficial do Amazonas, juntamente com outras 15 línguas indígenas.

## Etimologia
Não constam, na literatura, informações claras a respeito da origem do nome desano. Sabe-se que o nome nativo usado para designar tanto a língua quanto o povo é wĩrã, que significa "vento".

## Distribuição
As comunidades desanas se situam às margens do rio Uaupés e de seus afluentes, no noroeste da Amazônia. A maioria dos desanos (3641) vive em território colombiano, mas também há uma quantidade significativa (1699) em território brasileiro. É importante notar que nem todas as pessoas pertencentes ao grupo étnico desano de fato são falantes da língua.
O desano apresenta diversas características em comum com outras línguas da região do Uaupés, devido ao costume da exogamia entre os povos de lá. Na tradição dessas comunidades, o casamento entre pessoas do mesmo grupo étnico e linguístico é mal visto, então há uma constante convivência linguística promovida pela união de pessoas de diferentes línguas e culturas. A herança linguística se dá de forma patrilinear, ou seja, os filhos habitam na comunidade na qual o pai nasceu e falam sua língua. Tal hábito cultural gera uma troca constante de vocabulário e estruturas gramaticais entre as línguas, não só as da família tucano mas também as línguas aruaques e nadahup. Por exemplo, há uma média de 80% de cognatos entre o tucano e o desano.
O quadro a seguir compara vocabulários de várias línguas da família tucano oriental, incluindo o desano.
| Português | Tukáno  | Barasána | Yebamasã | Wanána  | Desano  | Kubéwa  |
| --------- | ------- | -------- | -------- | ------- | ------- | ------- |
| capim     | ta      | ta       | ta       | ta      | tana    | kõria   |
| peixe     | wai     | wai      | wai      | wai     | wai     | moã     |
| cobra     | pirõ    | pinõ     | hinõ     | pinõno  | pirõ    | aĩky    |
| rabo      | pikõno  | pikõ     | hikõ     | pitxono | pingono | pikomo  |
| cabelo    | poari   | hoa      | hoari    | poari   | poari   | pora    |
| olho      | kahpea  | kahea    | kahea    | parieke | kuiru   | diakory |
| barriga   | paa     | paga     | hera     | para    | poaru   | iapipy  |
| osso      | o’ãri   | oãri     | ngoã     | koã     | ngo’ã   | koãro   |
| flor      | ori     | ori      | ngo      | ko’oro  | ngori   | kowya   |
| fogo      | pehkame | pehkame  | heame    | pitxaka | peame   | toabo   |
| água      | ahko    | ohko     | ide      | ko      | dehko   | oko     |
| pele      | kahsero | kahero   | wiro     | kasero  | ga’siro | kahe    |
| homem     | ymã     | ymã      | ymã      | muinõ   | ymã     | ymã     |
| mulher    | numiõ   | numiõ    | numiõ    | numinõ  | nomeõ   | numiõ   |
| pai       | pahky   | ka’ky    | haky     | pahkyra | pagy    | paky    |
| mãe       | pahko   | ka’ko    | hako     | pahkoro | pago    | pako    |

### Dialetos
Há variações dialetais em diferentes comunidades dos povos desano. Há palavras que existem em dialetos especifícos (ao menos três; o dos buguyeri porã, dos payaterã porã e dos sũmeperu porã). O grupo sihbia masã, cujas comunidades estão situadas no Brasil, é detentor de um dialeto "muito distinto dos outros". Os dialetos das comunidades Dihbuti (no Brasil) e Boreká (na Colômbia) são vistos como os principais da língua desana.

## Fonologia
Na língua desano, há quinze ou dezessete fonemas, sendo seis vogais e nove ou onze consoantes. O status da oclusiva e da fricativa glotal é controverso. Enquanto alguns linguistas as classificam como consoantes, outros as consideram fenômenos de "glotalização" e "aspiração", traços laringais de ordem suprassegmental, e não fonemas.

### Vogais
|         | Anterior | Central | Posterior |
| ------- | -------- | ------- | --------- |
| Fechada | i        | ʉ       | u         |
| Média   | e        |         | o         |
| Aberta  |          | a       |           |

No desano, todas as vogais têm variações nasais. No entanto, elas não são classificadas separadamente como orais ou nasais, pois a nasalização na língua é um fenômeno suprassegmental, que ocorre nos morfemas.

#### Alternância vocálica
Há alguns processos de alternância vocálica no desano. Quando estão no fim de uma palavra dissílaba, os fonemas /e/ e /o/ são pronunciados como [ɛ] e [ɔ], respectivamente. A tabela abaixo mostra alguns desses casos:
| Fonemas | Fones    | Significado |
| ------- | -------- | ----------- |
| /go.be/ | [go'bɛ]  | buraco      |
| /a.be/  | [a'bɛ]   | sol/lua     |
| /de.ko/ | [deh'kɔ] | água        |

Outro processo parecido ocorre com o fonema /o/ quando nasalizado. Quando isso acontece, o fonema pode ser realizado como [õ] ou como [ũ].
| Fonemas | Fones              | Significado  |
| ------- | ------------------ | ------------ |
| /~pigo/ | [pĩ'ŋũ] ou [pĩ'ŋõ] | teia         |
| /~bedo/ | [bẽ'ɾũ] ou [bẽ'ɾõ] | CLS: círculo |

### Consoantes
|             |             | Labial | Dental | Velar | Glotal |
| ----------- | ----------- | ------ | ------ | ----- | ------ |
| Plosiva     | surda       | p      | t      | k     | (ʔ)    |
| Plosiva     | sonora      | b      | d      | ɡ     | (ʔ)    |
| Fricativa   | Fricativa   |        | s      |       | (h)    |
| Aproximante | Aproximante | w      | j      |       |        |

As consoantes /b/, /d/ e /g/ são pré-nasalizadas após uma vogal nasal.
| Fonemas    | Fones      | Significado      |
| ---------- | ---------- | ---------------- |
| /~ya-bʉ/   | [ɲãmbʉ]    | eu vi            |
| /~yapi-bu/ | [ɲãhpĩmbʉ] | cesto de batatas |

#### Oclusiva e fricativa glotais
A oclusiva (/ʔ/) e a fricativa (/h/) glotais são consideradas consoantes por alguns linguistas. O linguista Wilson de Lima Silva as classifica como fenômenos laringais de "glotalização" e "aspiração", e não como segmentos fonêmicos. Ele nota que, se consideradas como consoantes, elas iriam de encontro com as estruturas silábicas básicas do desano, que permitem somente sílabas do tipo CV ou V. Palavras como deko ("água"), realizada como [deh'kɔ], teriam então uma estrutura CVC.CV, algo incompatível com a fonologia desano. Portanto, Silva vê como mais apropriado classificar a oclusiva e a fricativa glotais como fenômenos suprassegmentais.

### Tons
A língua desano é uma língua de padrão pitch-accent com elementos de sistemas tonais e acentuais. Os tons podem ser altos ou baixos (tons altos destacados em negrito na tabela). Todo radical nominal tem pelo menos um tom alto.
| palavra em desano | significado                                 |
| ----------------- | ------------------------------------------- |
| wã.'ĩ             | nome                                        |
| wã.ĩ              | tio                                         |
| mĩ.hĩ.yũ          | palmeira buriti                             |
| mĩ.hĩ.yũ          | palmeira "selvagem" (Quararibea pterocalyx) |

### Estrutura silábica
A estrutura silábica do desano é predominantemente CV e V. Há também sílabas em formato CVʔ e CVh, sendo a pausa glotal e a aspiração os únicos segmentos que podem estar na posição de coda. Sílabas do tipo CVV são possíveis apenas em casos em que há um som prolongado da mesma vogal. Quando há duas vogais diferentes juntas, elas são interpretadas como pertencentes a sílabas distintas.
| fones | significado | estrutura silábica |
| ----- | ----------- | ------------------ |
| [ɲãĩ] | periquito   | CV.V (ɲã.ĩ)        |
| [nõã] | osso        | CV.V (ɲõ.ã)        |
| [gaa] | gavião      | CVV (gaa)          |
| [yee] | jaguar      | CVV (yee)          |

#### Harmonia nasal
A harmonia nasal é um traço marcante de diversas línguas tucanas. No desano, assim como no tucano, ela ocorre sempre no nível dos morfemas e afeta as vogais e consoantes sonoras. Abaixo, alguns exemplos de raízes nasais do desano:
| fonemas | fones   | significado   |
| ------- | ------- | ------------- |
| /~dobe/ | [nõmẽ]  | fêmea         |
| /~duku/ | [nũhkũ] | floresta      |
| /~sea/  | [sẽʔã]  | piaba (peixe) |

Este processo de nasalização afeta inclusive empréstimos linguísticos do português, cujos morfemas se tornam totalmente nasais ou orais.
| palavra em português | fones em desano |
| -------------------- | --------------- |
| Maria                | [baria]         |
| martelo              | [barateru]      |
| sabão                | [sabo]          |
| João                 | [ñũ]            |

Um traço importante da nasalização é a capacidade de contaminação nasal. Os afixos podem ser orais, nasais ou influenciáveis pelos morfemas próximos, passíveis de serem "contaminados" pela nasalização. Isso ocorre nos afixos transparentes (que sofrem contaminação) que tem vogais ou consoantes sonoras como onset. A contaminação tende a ocorrer da esquerda para a direita.
| afixos | combinados a morfemas orais | combinados a morfemas nasais |
| ------ | --------------------------- | ---------------------------- |
| -go    | wua-go [wuago]              | ~kaɾi-go [kãɾĩŋũ]            |
| -de    | igo-de [igoɾe]              | ~igũ-de [ĩŋũɾẽ]              |
| -do    | disi-do [dihsiɾo]           | ~pigo-do [pĩŋõɾõ]            |

## Ortografia
A ortografia desano foi e segue sendo desenvolvida por pesquisadores em conjunto com grupos nativos. Em regrais gerais, os grafemas correspondem diretamente aos fonemas da língua.
|               | consoantes | consoantes | consoantes | consoantes | consoantes | consoantes | consoantes | consoantes | consoantes | vogais | vogais | vogais | vogais | vogais | vogais |
| ------------- | ---------- | ---------- | ---------- | ---------- | ---------- | ---------- | ---------- | ---------- | ---------- | ------ | ------ | ------ | ------ | ------ | ------ |
| fonema        | /p/        | /t/        | /k/        | /b/        | /d/        | /g/        | /s/        | /w/        | /j/        | /i/    | /i/    | /e/    | /a/    | /o/    | /u/    |
| grafema oral  | p          | t          | k          | b          | d/ɾ        | g          | s          | w          | y          | i      | u      | e      | a      | o      | u      |
| grafema nasal |            |            |            | m          | n          |            |            |            |            | ĩ      | ũ      | ẽ      | ã      | õ      | ũ      |

A glotalização é simbolizada por um apóstrofo (’) e a aspiração pelo h. A nasalização é marcada por um til (~) precedendo o morfema ou a palavra nasalizada. Não há representação gráfica para os tons.

## Gramática

### Pronomes
Na língua desano há cinco tipos de pronome. São eles os pronomes pessoais, reflexivos, recíprocos, demonstrativos e interrogativos.

#### Pronomes pessoais
Os pronomes pessoais distinguem pessoa (primeira, segunda ou terceira), número (singular ou plural), gênero (masculino ou feminino na terceira pessoa do singular) e inclusividade (inclusão ou não do interlocutor na primeira pessoa do plural). Os pronomes da terceira pessoa assumem também função anafórica.
|                 | singular    | singular    | plural              | plural              |
| masculino       | feminino    | inclusivo   | exclusivo           |                     |
| --------------- | ----------- | ----------- | ------------------- | ------------------- |
| primeira pessoa | yuu [yu'u]  | yuu [yu'u]  | ~badi [mãɾĩ]        | gua [gua]           |
| segunda pessoa  | ~buu [mũ'ũ] | ~buu [mũ'ũ] | ~bua [mũ'ã]         | ~bua [mũ'ã]         |
| terceira pessoa | ~igu [ĩgũ]  | igo [igo]   | ~ida [ĩrã] ou [ẽrã] | ~ida [ĩrã] ou [ẽrã] |

Os pronomes ~igu, igo e ~ida são formados a partir da junção do pronome demonstrativo i com os marcadores ~gu (que indica terceira pessoa do singular masculina), go (terceira pessoa do singular feminina) e ~da (plural animado).

#### Pronomes demonstrativos
Os pronomes demonstrativos do desano indicam diferença de proximidade. O pronome i ou idi é utilizado para elementos próximos (como este em português)  e si é usado para indicar o oposto, a distância do objeto (como aquele). Há também o pronome gahi, que se refere a um novo elemento (sentido aproximado de outro).
| desano  | português        |
| ------- | ---------------- |
| idi-~ye | este tópico      |
| i-bu    | esta cesta       |
| i-do    | este (inanimado) |
| si-go   | aquela mulher    |
| si-pu   | aquele outro     |
| gai-bu  | outro cesto      |

### Substantivos
Os substantivos são classificados em número, gênero, animacidade, se são contáveis ou não e se o referente é humano ou não. Todo radical nominal é bimoraico, apresenta ao menos um tom alto e é totalmente oral ou nasal.

#### Animicidade e gênero

##### Nomes animados
A principal classe nominal do desano é a animacidade. Os nomes animados são divididos entre os que têm ou não referente humano. Os substantivos com referente humano flexionam em gênero e número, com sufixos específicos para marcar estas classificações. Na forma singular feminina é utilizado o sufixo go e na masculina o sufixo gu. O plural não flexiona com gênero e é marcado pelo sufixo ~da, ~ɾa ou a.
| raíz            | sing. feminino      | sing. masculino    | plural               |
| --------------- | ------------------- | ------------------ | -------------------- |
| mãhĩ- (criança) | mãhĩgõ (menina)     | mãhĩgũ (menino)    | mãhĩɾã (crianças)    |
| buu- (idoso)    | bugo (mulher idosa) | bugu (homem idoso) | mũɾã (idosos/idosas) |

Em nomes inerentemente masculinos, como alguns relacionados a parentesco (pai, filho, avô, etc.), a estrutura do plural é a mesma dos nomes no geral. Nos femininos, utiliza-se o nome plural geral/masculino e é adicionada nõmẽ, radical lexical de "feminino", ou ainda o termo sãmã ("vagina"), por vezes reduzido a sã.
| mũɾã  | "homens mais velhos" | mũɾã nõmẽ    | "mulheres mais velhas" |
| yẽhko | "avó"                | yẽhkosã nõmẽ | "avós"                 |

Alguns dos nomes não-humanos seguem as mesmas regras de flexão que os com referentes humanos; são chamados de nível alto dos nomes com referente não-humanos. Isso se dá provavelmente por questões semânticas e culturais, que fazem essas entidades serem vistas como próximas dos humanos. Alguns exemplos são ye ("jaguar"), diaye ("cachorro") e wãhtĩ ("espírito maligno"). Os nomes animados não-humanos de nível baixo não têm flexão de gênero, e o sufixo que indica o plural é o -a, de forma semelhante aos nomes humanos.
Há também a classe de nomes animados coletivos. São usados pra se referir a entidades que costumam ser encontradas em grupo. Para destacar um indivíduo do grupo, é preciso usar o sufixo -mũ. No geral, referem-se a grupos de animais, mas incluem outros elementos, como as estrelas, vistas como seres animados na mitologia desano.
| coletivo | coletivo  | individual | individual   |
| -------- | --------- | ---------- | ------------ |
| mẽgã     | maniuaras | megãmũ     | uma maniuara |
| ĩã       | minhocas  | ĩãmũ       | uma minhoca  |
| mõmẽ     | abelhas   | mõmẽmũ     | uma abelha   |
| nẽhkã    | estrelas  | nẽhkãmũ    | uma estrela  |

##### Nomes inanimados
Os nomes inanimados no desano são divididos principalmente em incontáveis e contáveis. Os incontáveis (chamados também de "nomes de massa") se referem a substâncias como líquidos, espécies vegetais, farinhas e elementos mais genéricos ou abstratos, como "comida", "chão" e "bênção". Eles não flexionam em gênero nem em número e concordam com a terceira pessoa do singular. Alguns deles são formados a partir de radicais verbais, ao adicionar o sufixo normalizador -ɾi.
| palavra em desano | tradução dos morfemas | palavra em portugês |
| ----------------- | --------------------- | ------------------- |
| ba-ɾi             | comer-NOM:IN          | comida              |
| ohte-ɾi           | plantar-NOM:IN        | plantação           |
| bayi-ɾi           | abençoar-NOM:IN       | bênção              |

Os nomes contáveis detêm um complexo sistema de classificação. Alguns deles são inerentemente singulares e precisam ser seguidos do sufixo -ɾi para serem pluralizados, enquanto outros são inerentemente plurais e podem ser individualizados ou singularizados por meio de classificadores específicos, que denotam aspectos como formato, aparência e classe. Por exemplo, o classificador u, com sentido de "arredondado", singulariza o nome gahsi ("canoa").
| gahsi eheayoɾo                   | gahsiɾu eheayoɾo                                 |
| gasi ea-yo-do                    | gasi-du ea-yo-do                                 |
| canoa chegar-EVID:HSAY-NON3.PERF | canoa-CLS:arredondado chegar-EVID:HSAY-NON3.PERF |
| As canoas chegaram.              | A canoa chegou.                                  |

Estes classificadores aparecem também nos nomes singulares. As partes do corpo humano passam por este processo, com o classificador específico -ɾo, ou ainda com classificadores que indicam formatos, em alguns casos.
| gãmĩ-ɾõ                   | gãmĩ-ɾĩ  |
| ouvido-CLS:parte.do.corpo | ouvidos  |
| -                         |          |
| dihsi-ɾo                  | dihsi-ɾi |
| boca-CLS:parte.do.corpo   | bocas    |
| -                         |          |
| dihpu-ɾu                  | dihpu-ɾi |
| cabeça-CLS:arredondado    | cabeças  |
| -                         |          |
| wũyũ-gu                   | wũyũ-ɾĩ  |
| pescoço-CLS:cilíndrico    | pescoços |

No total, há mais de cem classificadores no desano, a maioria indicando formatos e atributos físicos. Alguns deles são mais independentes, podendo ser classificados como lexemas, e outros menos, funcionando como morfemas.

### Verbos
Os verbos são divididos principalmente entre estativos e não estativos. Os estativos indicam existência ou não existência, estado, posse, posição, entre outros. Também cumprem função semântica adjetiva, visto que os adjetivos não existem no desano como classe gramatical. Os não-estativos têm uma gama de significações, incluindo movimento, percepção, ações como comer, beber, etc. Há ainda três verbos auxiliares: i ("fazer"), wa'a ("ir") e ãrĩ ("ser" ou "estar").

#### Evidencialidade
A evidencialidade é um traço que descreve a proveniência da informação sendo relatada. Em algumas línguas, como no desano, há marcadores gramaticais específicos para os diferentes tipos de evidencialidade: os evidenciais. Eles indicam se o enunciador presenciou um evento, ouviu relatos de segunda ou terceira mão ou ainda se inferiu a informação por meio da razão ou de experimentação.
| Direta   | Direta    | Direta        | Indireta    | Indireta       | Indireta       | Indireta   | Indireta   |
| atestada | atestada  | atestada      | reportada   | reportada      | reportada      | infererida | infererida |
| -------- | --------- | ------------- | ----------- | -------------- | -------------- | ---------- | ---------- |
| visual   | auditivo  | outro sentido | segunda mão | terceira mão   | folclore       | resultados | razão      |
| Ø        | -ku       | -ku           | -~yo        | -~yu           | -~yu           | -ya        | -ka        |
| Ø        | EVID:NVIS | EVID:NVIS     | EVID:HSAY   | EVID:QUOT/FOLK | EVID:QUOT/FOLK | EVID:RES   | EVID:REAS  |

| ẽrã soekumã                                                             |
| ~eda soe-ku-~ba                                                         |
| 3PL queimar-EVID:NVIS-3PL-AN.IMPERF                                     |
| (Eu ouvi/senti) Eles estão queimando (alguma coisa).                    |
| -                                                                       |
| yuhu eskola iayõɾã ĩɾã                                                  |
| yuu eskola i-a--~yu-~da ~ida                                            |
| um escola fazer-PERF-EVID:QUOT-3PL:AN.PERF                              |
| (Eu soube de terceira mão que) Construíram uma escola.                  |
| -                                                                       |
| dopa yãmĩɾẽ dehko mẽɾãyã                                                |
| dopa ~yabi-de deko ~beda-ya                                             |
| hoje noite-REF água cair-EVID:RES                                       |
| Esta noite choveu (eu percebi, observando as poças d'água, por exemplo) |

#### Tempo, aspecto e modo
Há três tempos verbais no desano; o geral, o não-presente e o remoto. O tempo geral não requer um marcador específico, e seu uso é bastante amplo. No geral, é utilizado para indicar ações no presente. O não-presente se refere a ações um pouco distantes no tempo e no espaço, progressivas ou não. O remoto se refere a ações realizadas em um espaço-tempo longínquo, e é fonologicamente marcado por uma mudança no acento.
O aspecto verbal é marcado pelos morfemas -a (perfeito), -di (imperfeito) e -de (particípio). O morfema -a é sempre seguido pelo particípio.
| yuɾiadeɾã aɾimã                                    |
| yudi-a-de-~da ~adi-~ba                             |
| ir.abaixo-PRF-PARTIC-3PL:AN.PERF ser-3PL:AN.IMPERF |
| Eles desceram (o rio até outra vila)               |

Os morfemas -ka e -bo indicam, respectivamente, predição e especulação e são usados para se referir a eventos futuros.
| wuataɾiɾo wa'aboka                      |
| wua-taɾi-ɾo waa-bo-ka                   |
| ser.grande-ser.longo-NOM ir-SPEC-PREDIC |
| (A história) será muito longa.          |

Os modos também são indicados por morfemas: -ke (imperativo, usado para ordens ou pedidos), -ta (admonitivo, usado para alertas ou avisos), -da (exortativo) e -ku (adversativo).
| mũ'ã õ duhoke                      |
| ~bua ~o duo-ke                     |
| 2PL DEM:PROX ficar-IMP             |
| Fiquem aqui. (ordem/pedido)        |
| -                                  |
| mũ'ũ bohsenũɾẽ wa'abita            |
| ~buu bose-~du-~de waa-bi(di)-ta    |
| 2SG festa-CLS:dia-REF ir-NEG-ADMON |
| Não vão à festa. (alerta)          |

#### Concordância
A concordância é marcada por sufixos no verbo, que indicam não só pessoa, número e gênero como também aspecto perfeito ou imperfeito.
| aspecto perfeito                                      | aspecto imperfeito                                    |
| ----------------------------------------------------- | ----------------------------------------------------- |
| /-bu/ [-bu] NON3 (qualquer pessoa que não a terceira) | /-do/ [-ɾo] NON3 (qualquer pessoa que não a terceira) |
| /-pu/ [-pu] 3SG:M                                     | /~bi/ [-mĩ] 3SG:M                                     |
| /-po/ [-po] 3SG:F                                     | /~bo/ [-mõ] 3SG:F                                     |
| /-~da/ [-ɾã] 3PL                                      | /~ba/ [-mã] 3PL                                       |

### Sentença
A ordem básica da sentença em desano é sujeito-objeto-verbo (SOV), em outras palavras, o verbo sucede o objeto, que vem após o sujeito. Esta estrutura é comum em diversas línguas e ocorre também no tucano. No primeiro exemplo da tabela, vemos a frase ĩgũ ĩmĩpage gõɾẽãmĩ (ele urinou na areia), sendo ĩgũ o sujeito, ĩmĩpage o objeto direto e gõɾẽãmĩ o verbo. Outras ordens são possíveis, mas raras na língua.
| frase | sujeito | objeto        | verbo   |
| --- | ------- | ------------- | ------- |
| ĩgũ ĩmĩpage gõɾẽãmĩ ~igu ~ibi-pa-ge ~go-~de-a-~bi 3SG:M areia-CLS:partículas.finas-LOC urinar-PERF-3SG:M-IMPERF Ele urinou na areia. | ĩgũ     | ĩmĩpage       | gõɾẽãmĩ |
| kaɾu pĩɾũɾẽ weheapu kaɾu ~pidu-de wee-a-pu Carlos cobra-REF matar-PERF-3SG:M.PERF Carlos matou a cobra.                              | kaɾu    | pĩɾũɾẽ        | weheapu |
| mãɾĩ kaɾuɾe peɾu o'oamõ mãɾĩ kaɾu-de pedu oo-a-~bo Maria Carlos-REF caxiri dar-PERF-3SG:F.IMPERF Maria deu caxiri a Carlos           | mãɾĩ    | kaɾuɾe + peɾu | o'oamõ  |

## Vocabulário

### Listas de vocabulário
| Desano            | Português                | Nome científico           |
| ----------------- | ------------------------ | ------------------------- |
| beɾuɾimẽɾẽ        | ingá                     | Inga sp.                  |
| besumẽɾẽ          | ingá                     | Inga sp.                  |
| bia               | pimenta                  | Capsicum chinense         |
| bi’imẽɾẽ          | ingá da cutia            | Inga sp.                  |
| boɾekamẽɾẽ        | ingá do aracú            | Inga sp.                  |
| boɾepũgʉ̃          | umbaúba                  | Cecropia sp.              |
| bumẽɾẽmʉ̃          | ingá                     | Inga sp.                  |
| bʉhpʉmẽɾẽ         | ingá da aranha           | Inga sp.                  |
| bʉhpʉgoɾi         | pau-d'arco               |                           |
| diabaɾi           | japurá                   | Erisma sp.                |
| diamʉ̃             | tipo de umari            |                           |
| doepĩɾõnʉ̃htʉ̃ɾĩpʉ̃  |                          |                           |
| doɾesaɾigʉ        |                          |                           |
| du’guda/du’kumẽ   |                          |                           |
| dʉhkayegʉ         |                          |                           |
| dʉhkʉgʉ           | maniva                   | Manihot esculenta         |
| ehtoka            | cubiu                    | Solanum sessiliflorum     |
| ehtokamãhĩɾĩʉ̃     | cubiu                    | Solanum stramonifolium    |
| ehtoka poɾamãɾĩɾĩ | cubiu                    | Solanum sessiliflorum     |
| gãɾũgʉ̃            | cana-de-açúcar           | Saccharum sp.             |
| gõɾẽgʉ̃            | caju                     | Anacardium                |
| gʉhʉsikagʉ        |                          |                           |
| igi               | cucura                   | Pourouma cecropiifolia    |
| kabu              |                          | Xanthosoma sp.            |
| kãdʉhkayõ         | tucumã                   | Astrocaryum aculeatum     |
| kaɾapũya          | cucura do mato           | Pourouma cecropiifolia    |
| kãɾẽgʉ̃            | abiu                     | Pouteria sp.              |
| kãɾẽpagagʉ        | araçá                    | Eugenia stipitata         |
| kẽɾõ              | jatobá                   | Hymenaea courbaril        |
| koasoɾomẽ         | melancia                 | Citrullus lanatus         |
| mẽɾẽmʉ̃            | ingá                     | Inga sp.                  |
| mĩhĩ              | açaí                     | Euterpe oleracea          |
| mõhsãgʉ̃           | urucum                   | Bixa orellana             |
| mõmõãɾãmẽɾẽ       | ingá do macaco barrigudo | Inga sp.                  |
| mũhĩsõã           |                          |                           |
| mʉ̃gʉ̃              | mari-mari                | Poraqueiba sericea        |
| mʉ̃ĩgʉ̃             | muruci                   | Byrsonima crassifolia     |
| mʉ̃ta              | capim do umari           |                           |
| mũyũtõgʉ̃          | buiuiu                   | Clidemia sp.              |
| nẽ                | buriti                   | Mauritia flexuosa         |
| nĩãda             | timbó                    | Deguelia utilis           |
| nĩhtĩãyã          | chicória                 | Eryngium foetidum         |
| nʉ̃hʉ̃oho           | banana do mato           | Musa sp.                  |
| oho               | banana                   | Musa sp.                  |
| ohodʉhka          | milho                    | Zea mays                  |
| õãsũboɾekagãɾĩ    | goiaba                   | Psidium sp.               |
| oyodigʉ           | pau-de-morcego           |                           |
| pakaɾõ            | yawacana                 |                           |
| peada/peamẽ       |                          |                           |
| peɾaseɾiweɾi      |                          |                           |
| pi’kogʉ           | abiu do mato             | Pouteria sp.              |
| poamãɾãsĩyãda     |                          |                           |
| pudayaɾigʉ        |                          |                           |
| puikaɾogʉ         |                          |                           |
| sãgãmẽɾĩda        | coro-coro                | Gnetum leyboldii          |
| sẽmẽ              | wacú                     | Monopteryx uaucu          |
| sẽɾãɾũ            | abacaxi                  | Ananas comosus            |
| sẽɾãmẽɾẽmʉ̃        | ingá                     | Inga sp.                  |
| seɾipuɾi/suɾipuɾi |                          |                           |
| sʉɾiamẽ           | arumã                    | Ischnosiphon polyphyllus  |
| taboɾe            | capim                    |                           |
| taɾusu            | cariçú                   |                           |
| toa               | irapixuna                | Dacryodes cf. cuspidata   |
| uhtutõ            | flor-beijo               | Psychotria poeppigiana    |
| ũyũgʉ̃             | abacate                  | Persea americana          |
| ʉ̃gã               | inajá                    | Maximiliana maripa        |
| ʉ̃ɾĩ               | pupunha                  | Bactris gasipaes          |
| wa’bekaɾagʉ       | cupuaçú                  | Theobroma grandiflorum    |
| wa’inĩmãgʉ̃        | timbó                    | Derris elliptica          |
| wa’ɾagʉ           | castanha                 | Bertholletia excelsa      |
| wãhsũkadikaɾu     | seringueira              | Hevea sp.                 |
| waigõãɾĩgʉ        |                          |                           |
| weamẽɾẽ           | ingá                     | Inga sp.                  |
| wʉhʉɾʉ            | arumã                    | Ischnosiphon polyphyllus  |
| ya’pi             | abiu de macú             | Campomanesia lineatifolia |
| yãhpĩda           | batata-doce              | Ipomoea batatas           |
| yãhpõãgʉ          | pau-pombo                | Tapirira sp.              |
| yãhsãmẽ           | cuia                     | Crescentia sp.            |
| yãmãpʉgʉ          | caruru                   | Phytolacca rivinoides     |
| yãmãtaɾusu        |                          | Clidemia sp.              |
| yũmũyũɾũ          |                          |                           |
| yãmũda            | cará roxo                | Dioscorea heptaneura      |
| yaweɾigʉ          | piru-piru                | Urera baccifera           |
| yoaɾiho           | banana-comprida          | Musa sp.                  |
| yopoɾã kãɾẽgʉ̃     | abiu da cobra muçurana   | Pouteria sp.              |
| yũmũpagayõ        | patauá                   | Oenocarpus bataua         |
| yũmũ              | bacaba                   | Oenocarpus bacaba         |
| yũmũɾũ            | paxiúba                  |                           |

### Trechos de textos
Versículo bíblico Mateus 1:2:
Abrahã Isaa pagʉ árĩñumi. Isaa Jacobo pagʉ árĩñumi. Jacobo Judá sã pagʉ árĩñumi. 
Abraão gerou a Isaque; e Isaque gerou a Jacó; e Jacó gerou a Judá e a seus irmãos. 